# Ourika
Ourika (franska: Ourika (CR), Ourika (Commune Rurale), arabiska: أوكايمدن) är en kommun i Marocko.   Den ligger i provinsen Al Haouz och regionen Marrakech-Safi, i den centrala delen av landet, 300 km söder om huvudstaden Rabat. Antalet invånare är 26 970.